# Morscheck & Burgmann
Morscheck & Burgmann is een Duits muzikantenduo, dat sinds 1990 bestaat uit Peter Morscheck (akoestische gitaar/zang) en Chris Burgmann (akoestische gitaar/zang).

## De muzikanten
Peter Morscheck (geb. 1960) woont in Löchgau en werkt als zelfstandige gitaardocent. Hij is oud-leerling van de opleiding gitaar aan de Bundesakademie Trossingen en een sociaal-pedagogische studie.
Chris Burgmann (geb. 1962) woont in Ingersheim en is gitaardocent en leider van de jeugdmuziekschool Affalterbach. Hij is oud-leerling van de Staatliche Hochschule für Musik in Mannheim-Heidelberg. Hij is studiogitarist en arrangeur bij Reinhard Mey en in 1989 medeauteur van de Pur-song Wenn sie diesen Tango hört.

## Geschiedenis
Morscheck & Burgmann bieden een mengeling uit instrumentale snaarklanken en songs met tweestemmige zang. De cd Contakt werd ook uitgebracht in de Verenigde Staten, de tweetalige gitaarspelboeken (Engels, Duits) werden internationaal aan de man gebracht. Hun muziek is ook in andere landen te horen op de radio en televisie en wordt ook gespeeld en opgenomen door andere muzikanten. Inmiddels werden negen cd's uitgebracht.
In 2008 werkten Morscheck & Burgmann mee bij het evenement "Deutschland und China – gemeinsam in Bewegung" en gaven in Guangzhou meerdere concerten.

## Discografie

### Albums
- 1993: Contakt
- 1995: New Horizons
- 1997: Elements
- 2000: Downstream
- 2005: Anthology 1
- 2005: Anthology 2
- 2007: In Concert
- 2015: Storyteller